# Luci Genuci (ambaixador)
Luci Genuci (en llatí: Lucius Genucius) va ser un ambaixador romà.
L'any 210 aC va ser enviat com ambaixador al rei Sifax de Numídia. En parla Titus Livi